# Sermylassa halensis
Sermylassa halensis là một loài bọ cánh cứng trong họ Chrysomelidae. Loài này được Linnaeus miêu tả khoa học năm 1767.

## Hình ảnh

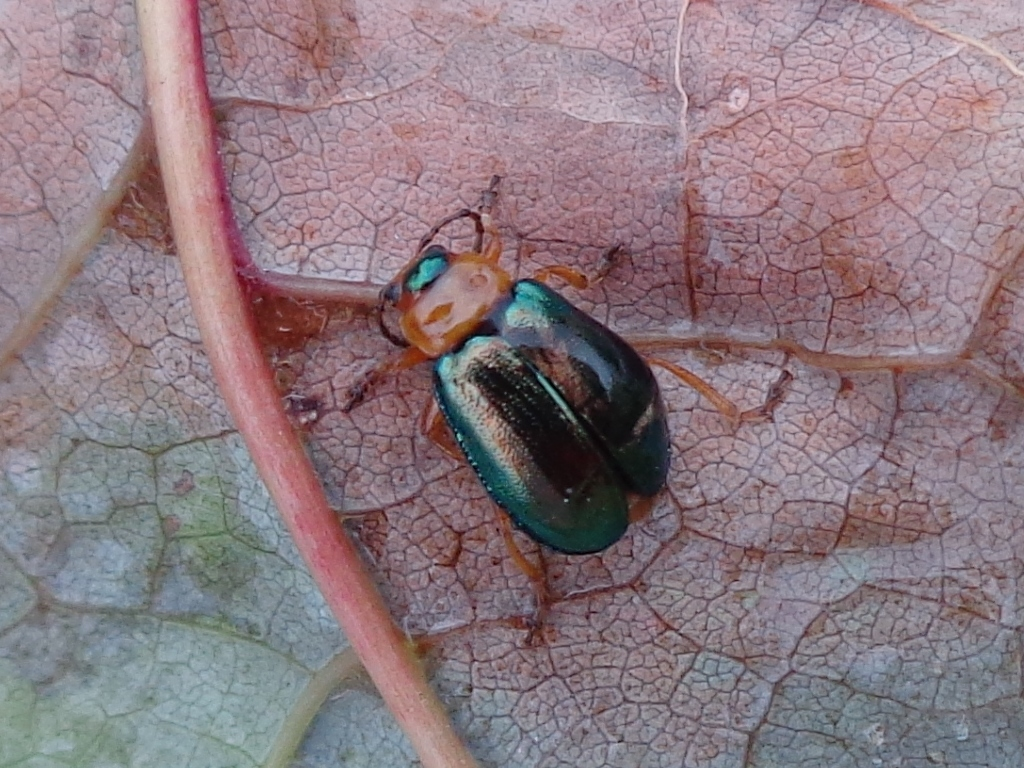
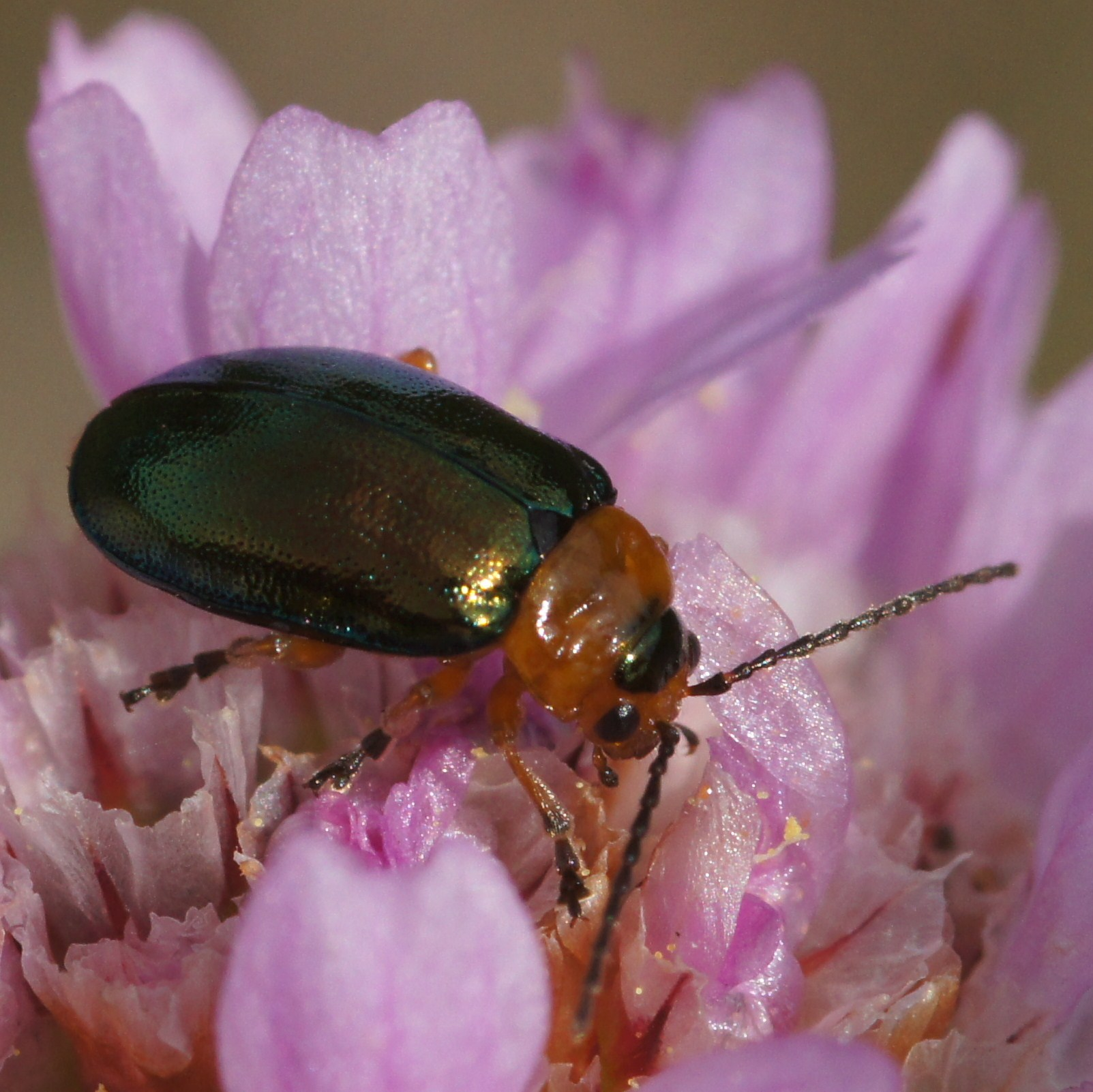